# 판치토 피스톨레스
판치토 피스톨레스(Panchito Pistoles)는 닭(rooster)을 의인화한 디즈니 캐릭터로 도널드 덕의 친구이다.
도널드, 호세와 함께 3인의 기사 중 한 명이다.

## 외관
붉은 털을 가진 닭으로,가끔 솜브레로를 쓰고 다니며,쌍권총을 가지고 다닌다.

## 성격
무척이나 밝고,항상 기운이 넘친다.

## 출현
- 3인의 기사(1944)
- 하우스 오브 마우스(2003)

## 에피소드
- 판치토의 긴 본명의 유래는 하우스 오브 마우스에서 판치토가 부른 노래인 "My name is Panchito"의 가사에 나와있다.

판치토의 양친 결혼때의 주례인 로메로,판치토의 아버지의 이름인 미겔판치토, 어머니의 형제인 후니페로,의식을 행한 프란시스코 퀸테로 신부 그리고 아버지쪽의 성인 곤잘레스에서 각각 이름을 따왔다고 한다.
- 판치토는 본명 외에도 판치토 피스톨레스라고 불리는데,피스톨레스(Pistoles)는 그의 또 다른 별명인지 언급이 없다.

피스톨라스(Pistolas)는 스페인어로 권총을 말하는데,그것이 미국 내 스페인어 억양을 쓰는 사람에 의해
피스톨레스(Pistoles)로 잘못 전파된 걸로 보고 있다.
그리고 그 이름이 그에게 붙은 이유는 '판치토가 3인의 기사에서 등장 할 때 쌍권총을 들고 등장했으므로'라고 추측된다.
- 디즈니 코믹스에서는 세뇨르 말티아즈(Señor Martinez)라는 애마를 타고 다닌다는 설정으로 나온다.

- 2008년 4월 28일 개장한 홍콩 디즈니랜드 'It's a small world'에서 판치토를 찾을 수 있다,

마찬가지로 같은 해 12월 개장한 캘리포니아의 디즈니 랜드의 'It's a small world'에서도 판치토가 있다.